# 1980 en philosophie
Chronologie de la philosophie
- 1976
- 1977
- 1978
- 1979
- 1980
- 1981
- 1982
- 1983
- 1984

L’année 1980 a été marquée, en philosophie, par les événements suivants :

## Publications
- Roland Barthes : La chambre claire. Note sur la photographie, Gallimard
- Jean Baudrillard : Cool Memories, 1980-1985.

- Barbara Cassin : Si Parménide. Le traité anonyme De Melisso Xenophane Gorgia. Édition critique et commentaire[1], in J. Bollack, Cahiers de philologie, IV, PUL, Lille, 646 p.  (ISBN 2-85939-151-7)
- Johan Degenaar : Voorbestaan in Geregtigheid: Opstelle oor die politieke rol van die Afrikaner. Kaapstad: Tafelberg.
- Gilles Deleuze et Félix Guattari : Mille Plateaux, Éditions de Minuit, Paris, 1980)
- Jacques Derrida : La carte postale. De Socrate à Freud et au-delà, Paris, Flammarion.
- Jean-Pierre Faye : Sacripant furieux, Change errant. 1980$
- Vladimir Jankélévitch : Le Je-ne-sais-quoi et le presque rien, nouv. éd. remaniée, Paris, Seuil :
  - t. I: La Manière et l'Occasion, 144 p.
  - t. II : La Méconnaissance. Le Malentendu, 248 p.
  - t. III : La Volonté de vouloir, 86 p.
- Lucien Jerphagnon : Histoire des grandes philosophies et Vivre et philosopher sous les Césars, Privat (couronné par l'Académie française)
- Emmanuel Levinas : Le Temps et l'Autre, Montpellier, Fata Morgana
- Jean-François Lyotard : Sur la constitution du temps par la couleur dans les œuvres récentes d'Albert Ayme[2], Édition Traversière.
- Toni Negri : Sabotage et autovalorisation ouvrière dans Usines et ouvriers, figures du nouvel ordre productif, Maspero [lire en ligne] extrait du livre Il dominio e il sabotaggio. Sul metodo marxista della tranformazione sociale. Ecrit en 1977 et paru aux Editions Feltrinelli en 1978 traduit en 2019 aux Editions Entremonde.
- Avital Ronell : "The Law of Genre" in Critical Inquiry 7, No. 1 "On Narrative", trad. par Jacques Derrida
- Jean-Paul Sartre et Benny Lévy, L'Espoir maintenant, les entretiens de 1980
- Michel Serres : Hermès V, Le passage du Nord-ouest, Éditions de Minuit et Le Parasite, Grasset
- Gianni Vattimo : Le avventure della differenza, Garzanti, Milan

### Traductions
- Jakob Böhme :  Épîtres théosophiques, trad. et présenté par Bernard Gorceix, Rocher,
- François Fédier :   Martin Heidegger, "Séminaire de Zurich, 6 novembre 1951", in Po&sie, no 13

## Décès
- 16 septembre : Jean Piaget, biologiste, psychologue, logicien et épistémologue suisse, né en 1896, mort à 84 ans.